# Guru (film)
Pour les articles homonymes, voir Guru.
Pour plus de détails, voir Fiche technique et Distribution.
Guru (गुरू) est un film biographique  indien, réalisé par Mani Ratnam, sorti en 2007.
Le film s'inspire librement de la vie de l'homme d'affaires Dhirubhai Ambani. La musique du film est composée par A.R. Rahman et les paroles écrites par Gulzar, Vairamuthu et Veturi Sundararama Murthy.
Guru rencontre un succès commercial international et est accueilli très positivement par les critiques. Il a reçu plusieurs récompenses et nominations dans les festivals de films indiens.

## Synopsis
Guru est un jeune Indien ambitieux. Son père est un instituteur modeste mais le jeune homme décide que son destin sera différent. Il part alors pour la Turquie ou il se frotte au marché des épices et acquiert un pécule ainsi qu'une expérience. De retour en Inde, il voit plus grand et il est prêt à tout pour réussir. 

## Fiche technique
- Titre original : Guru
- Titre original en hindi : गुरू
- Réalisation : Mani Ratnam
- Scénario : Mani Ratnam
- Direction artistique : Sabu Cyril, Chetan Pathak, Nitin Wable
- Dialogues : Vikay Krishna Acharya
- Décors : Samir Chanda
- Costumes : Ameira Punvani, Anu Parthasarathy, V. Sai, Nikhaar Dhawan, Aparna Shah
- Photographie : Rajeev Menon
- Montage : A. Sreekar Prasad
- Musique : A.R. Rahman
- Production : Mani Ratnam, G. Srinivasan
- Sociétés de production : Madras Talkies
- Sociétés de distribution : Roger Nair Productions (Canada), Bharat Entertainment International (Pays-Bas), Adlabs Home Entertainment, Kaleidoscope Entertainment
- Sociétés d'effets spéciaux : Hybrid Enterprises, Prime Focus
- Budget de production : 150 000 000 ₹
- Pays d'origine :  Inde
- Langue : Hindi
- Format : Couleurs - 2,35:1 - DTS / Dolby Digital / SDDS - 35 mm
- Genre : Biographique, drame, musical, romance
- Durée : 166 minutes (2 h 46)
- Dates de sorties en salles : 
  -  Inde : 12 janvier 2007
  -  France : 13 janvier 2007
  -  Turquie : 14 janvier 2007
- Des scènes du film ont été tournées au Palais des Nayaks de Madurai.

## Distribution
- Abhishek Bachchan : Gurukant "Guru" Desai (Gurunath Dhesikhan)
- Aishwarya Rai Bachchan : Sujata Desai
- Madhavan : Shyam Saxena (Suresh Mukunthan)
- Vidya Balan : Meenakshi "Meenu" Gupta
- Mithun Chakraborty : Manik Dasgupta
- Aarya Babbar : Jignesh
- Rajendra Gupta: le père de Guru
- Sarita Joshi : la mère de Guru
- Roshan Seth : le juge Thapar
- Mallika Sherawat : Champa
- Sachin Khedekar : le père de Sujata
- Neena Kulkarni : la mère de Sujata
- Manoj Joshi : Ghanshyam Bhai

## Distinctions
| Date | Distinction                                     | Catégorie                             | Nom                                                 | Résultat   |
| ---- | ----------------------------------------------- | ------------------------------------- | --------------------------------------------------- | ---------- |
| 2007 | Annual Central European Bollywood Awards        | Meilleure actrice                     | Aishwarya Rai                                       | Lauréat    |
| 2007 | Annual Central European Bollywood Awards        | Meilleur scénario                     | Mani Ratnam                                         | Lauréat    |
| 2007 | Annual Central European Bollywood Awards        | Meilleur acteur dans un second rôle   | Mithun Chakraborty                                  | Lauréat    |
| 2007 | Annual Central European Bollywood Awards        | Meilleure actrice dans un second rôle | Vidya Balan                                         | Lauréat    |
| 2008 | Apsara Film Producers Guild Awards              | Meilleur film                         | Mani Ratnam, G. Srinivasan, Madras Talkies          | Nomination |
| 2008 | Apsara Film Producers Guild Awards              | Meilleur réalisateur                  | Mani Ratnam                                         | Nomination |
| 2008 | Apsara Film Producers Guild Awards              | Meilleur acteur                       | Abhishek Bachchan                                   | Nomination |
| 2008 | Apsara Film Producers Guild Awards              | Meilleure actrice                     | Aishwarya Rai                                       | Nomination |
| 2008 | Apsara Film Producers Guild Awards              | Meilleur acteur dans un second rôle   | Mithun Chakraborty                                  | Nomination |
| 2008 | Apsara Film Producers Guild Awards              | Meilleure direction musicale          | A. R. Rahman                                        | Nomination |
| 2008 | Awards of the International Indian Film Academy | Meilleure direction musicale          | A. R. Rahman                                        | Lauréat    |
| 2008 | Awards of the International Indian Film Academy | Meilleure chanteuse de play-back      | Shreya Ghoshal (pour Barso Re)                      | Lauréat    |
| 2008 | Awards of the International Indian Film Academy | Meilleure histoire                    | Mani Ratnam                                         | Nomination |
| 2008 | Awards of the International Indian Film Academy | Meilleur acteur                       | Abhishek Bachchan                                   | Nomination |
| 2008 | Awards of the International Indian Film Academy | Meilleur acteur dans un second rôle   | Mithun Chakraborty                                  | Nomination |
| 2008 | Awards of the International Indian Film Academy | Meilleure actrice                     | Aishwarya Rai                                       | Nomination |
| 2008 | Awards of the International Indian Film Academy | Meilleure actrice dans un second rôle | Vidya Balan                                         | Nomination |
| 2008 | Awards of the International Indian Film Academy | Meilleur réalisateur                  | Mani Ratnam                                         | Nomination |
| 2008 | Awards of the International Indian Film Academy | Meilleur parolier                     | Gulzar (pour Tere Bina)                             | Nomination |
| 2008 | Awards of the International Indian Film Academy | Meilleures images                     | Mani Ratnam, G. Srinivasan, Madras Talkies          | Nomination |
| 2008 | Filmfare Awards                                 | Meilleure direction musicale          | A. R. Ratnam                                        | Lauréat    |
| 2008 | Filmfare Awards                                 | Meilleure chanteuse de play-back      | Shreya Ghoshal (pour Barso Re)                      | Lauréat    |
| 2008 | Filmfare Awards                                 | Meilleure chorégraphie                | Saroj Khan (pour Barso Re)                          | Lauréat    |
| 2008 | Filmfare Awards                                 | Meilleure direction artistique        | Samir Chanda                                        | Lauréat    |
| 2008 | Filmfare Awards                                 | Meilleur film                         | Mani Ratnam                                         | Nomination |
| 2008 | Filmfare Awards                                 | Meilleur réalisateur                  | Mani Ratnam                                         | Nomination |
| 2008 | Filmfare Awards                                 | Meilleur acteur                       | Abhishek Bachchan                                   | Nomination |
| 2008 | Filmfare Awards                                 | Meilleure actrice                     | Aishwarya Rai                                       | Nomination |
| 2008 | Filmfare Awards                                 | Meilleur acteur dans un second rôle   | Mithun Chakraborty                                  | Nomination |
| 2008 | Filmfare Awards                                 | Meilleur parolier                     | Gulzar (pour Tere Bina)                             | Nomination |
| 2008 | Filmfare Awards                                 | Meilleur chanteur de play-back        | A. R. Rahnam (pour Tere Bina)                       | Nomination |
| 2008 | Filmfare Awards                                 | Meilleurs costumes                    | Ameira Punvani, V. Sai, Nikhaar Dhawan, Aparna Shah | Nomination |
| 2008 | IIFA Awards                                     | Meilleure direction musicale          | A. R. Rahnam                                        | Lauréat    |
| 2008 | IIFA Awards                                     | Meilleur parolier                     | Gulzar                                              | Nomination |
| 2008 | IIFA Awards                                     | Meilleure chanteuse de play-back      | Shreya Ghoshal (pour Barso Re)                      | Lauréat    |
| 2008 | Screen Weekly Awards                            | Meilleure actrice                     | Aishwarya Rai                                       | Nomination |
| 2008 | Shantaram Awards                                | Meilleur réalisateur                  | Mani Ratnam                                         | Lauréat    |
| 2008 | Shantaram Awards                                | Meilleure direction musicale          | A. R. Rahnam                                        | Lauréat    |
| 2008 | Shantaram Awards                                | Meilleure photographie                | Rajeev Menon                                        | Lauréat    |
| 2008 | Screen Awards                                   | Meilleure direction musicale          | A. R. Rahman                                        | Lauréat    |
| 2008 | Screen Awards                                   | Meilleure chanteuse de play-back      | Shreya Ghoshal (pour Barso Re)                      | Lauréat    |
| 2008 | Screen Awards                                   | Meilleure chanteuse de play-back      | Chinmayee (pour Tere Bina)                          | Nomination |
| 2008 | Zee Cine Awards                                 | Meilleure direction musicale          | A. R. Rahnam                                        | Lauréat    |
| 2008 | Zee Cine Awards                                 | Meilleure chanteuse de play-back      | Shreya Ghoshal (pour Barso Re)                      | Lauréat    |
| 2008 | Zee Cine Awards                                 | Meilleure actrice                     | Aishwarya Rai                                       | Nomination |
| 2008 | Zee Cine Awards                                 | Meilleur parolier                     | Gulzar                                              | Nomination |